# Марлон Брандо
Марлон Брандо (енгл. Marlon Brando; Омаха, 3. април 1924 — Лос Анђелес, 1. јул 2004) био је амерички глумац.
Тумачио је широк спектар различитих улога: од ликова бунтовника преко лика америчког официра заљубљеног у Јапанку у филму Сајонара, нациста у Младим лавовима, хомосексуалца у Одсјајима у златном оку, психички растројеног аристократу у Последњем тангу у Паризу и ауторитативног шефа подземља у Куму, до одбеглог америчког официра у Апокалипси данас. Са лакоћом је баратао својим великим распоном глумачких могућности, што га је учинило узором младих глумачких нараштаја и идеалним избором за тумачење било које врсте карактера.
Марлон Брандо је био једна од најутицајнијих личности поп културе. Својим агресивним сексепилом и изразитом мужевношћу разбио је мит о углађеном, декадентном џентлмену као идеалу мушке лепоте. Захваљујући улози сировог мачо–мушкарца у филму Трамвај звани жеља покренуо је моду белих, уских мајица кратких рукава, и наметнуо се као мушки еквивалент Мерилин Монро, највећег секс–симбола 20. века.
Његов стил глуме био је извор инспирације за глумце као што су Џејмс Дин, Пол Њуман, Ал Пачино, Џек Николсон, Роберт де Ниро, Дастин Хофман, Џони Деп, Роберт Дувал и Џин Хекман. Такође је био активиста, залажући се за многе циљеве, а посебно за Афроамерички покрет, што га је навело да активно учествује у Маршу на Вашингтон 1963. Умро је 2004. у 80. години, Брандо је био један од само три професионална глумца заједно Чарлијем Чаплином и Мерилин Монро, које ће амерички магазин Тајм прогласити за једног од 100 најутицајнијих ликова века 1999. Амерички филмски институт поставио је Бранда на четврто место међу највећим звездама у историји биоскопа.
Био је двоструки добитник Оскара за најбољег главног глумца: први пут је награђен 1954. године за филм На доковима Њујорка, а други за улогу у филму Кум. Поред тога, номинован је за још шест Оскара. Добио је два Златна глобуса, три Награде BAFTA и Канске награде за најбољег глумца.

## Детињство и период пре глуме

### Рано детињство
Марлон Брандо је рођен у породици Марлона Бранда старијег (1895—1965) и Дороти Пенбејкер Брандо (1897—1954) у Омахи (Небраска), око 11 сати ујутру 3. априла 1924. године. Кад је имао једанаест година, родитељи су му се развели. Његова мајка се убрзо са троје деце преселила у Санта Ану (Калифорнија), где је живела све до 1937. године, кад се помирила са бившим супругом и преселила у Либертивил (Илиноис).

#### Породично порекло
Породица је имала холандске, ирске, немачке и енглеске корене. Иако је Брандо тврдио да му је деда био Француз, Ежен Брандо (то је потврдило и неколико његових биографа), је нетачно. Његови деда и бака били су заправо Јуџин Брандо и Мари Холвеј, која је напустила мужа и дете кад је Брандов отац имао само пет година. Породица Брандо дуго је живела у држави Њујорк, а назив презимена се писао Brandow, а повезивана је са немачким имигрантом Јоханом Вилхелмом Брандауом, који је у Америку дошао почетком 18. века.
Брандова бака са мајчине стране, Беси Гон Пенбејкер Мејерс, са којом је Брандо можда био ближи него са мајком, била је такође неконвенционална. Како је као млада остала удовица, радила као секретарица да би се издржавала, касније као медицинска сестра у хришћанској добротворној организацији, била је изузетно позната у Омахи. Њен отац, Мајлс Гон, био је лекар из Ирске, а њена мајка Џулија Вотс била је из Енглеске.

#### Однос са мајком
Брандова мајка је радила у локалном позоришту и помогла младом Хенрију Фонди да почне своју глумачку каријеру, те тако скренула Брандову пажњу на позориште. Она се борила са зависношћу од алкохола, а Брандо је о тим раним детаљима свог живота рекао:
| „               | Када је моја мајка пила, њен дах имао је слаткоћу... Недостају ми речи да то опишем. Мука коју је изазвало њено опијање јесте у томе што је више волела да се напије, него да брине за нас. | ” |
| — Марлон Брандо | |   |

Као и многе куће из тог периода, кућа Марлона Бранда је поседовала клавир. Радио је тек био у повојима, а снимци су још били само бледи одјек правог музичког звука. Његова мајка је знала да свира клавир и често је свирала у позоришту, што је била једна од ретких породичних активности за младог Марлона. Свирала је народне и популарне нумере, а Марлон је успео све да их запамти, како би јој угодио. Када је у шездесет и петој години писао своју аутобиографију, насловио ју је "Песме које ме је научила моја мајка" (енгл. Songs My Mother Taught Me). Она се борила са меланхолијом, читајући новинарске извештаје о линчовањима, не обазирући се на своју децу, што је оставило дубок траг на њима.
Њена борба с алкохолизмом много је утицала на Марлона, а како је он то видео "постојала је стална, невидљива мијазма беса.” Заражен тим бесом око себе, наставио је непријатељски да се опходи према свету, да спаљује инсекте, сече гуме... Чести инциденти у школи изградили су му репутацију лошег дечка, али после сваког од инцидената, долазило је време кајања и самопрекора. Међутим, Марлон се изненада променио. Његова промена је била задивљујућа, па је једна од комшиница о томе рекла: "Бад! Он је велики дечак! Сладак и смешан, идеалан и ох, тако млад." Његова сестра присетила се те промене, говорећи:
| „                                                                | Не само да је покушао да спасе рањене животиње и птице, он би одабрао и девојку која је косоока или најдебља, јер на њу нико није обраћао пажњу, а Бад је желео да се осећа добро. | ” |
| — Џозелин Брандо, Марлонова сестра, у разговору са својим братом | |   |

#### Однос с оцем
Његов отац, Марлон старији радио је као фотограф. Зарађивао је довољно новца да одржи породицу у комфорту средње класе, али је био веома емотивно недоступан својој деци. Иако би се понекад вратио кући и обасипао своју жену и децу поклонима, поново би тражио везе на једну ноћ. Марлон старији је често прекоравао свог сина, ругао би се његовом понашању, начину говора и држању. Као резултат, Марлон је мрзео ауторитет, што је показивао у школи, и био кажњен за своје понашање. Његово злокобно расположење и црне тишине биле су теже његовим ћеркама. Френи Брандо о Марлону старијем је писала: 
| „                                | Не сећам се опроштаја. Нема опроштаја! У нашој кући била је само кривица, срамота и казна, која често није одговарала злочину. Мислим да је осећај горуће неправде оставио на свима нама јако велик траг. | ” |
| — Френи Брандо, Марлонова сестра | |   |

#### Школовање и адолесценција
Марлон је развио проблем са говором, па га је мајка одвела на говорну терапију, где је упознао дечака по имену Вoли Кокс. Воли је постао његов велики пријатељ, а Марлон се према њему понашао као заштитник у друштву, додуше приватно се понашао другачије. Једном приликом је везао Волија за дрво, а његова породица је морала да зове полицију. Међутим, то није променило њихов однос и остали су дугодишњи пријатељи.
Брандо је од малих ногу био вешт имитатор, па је врло рано развио вештину опонашања људи који су га окруживали. Његова старија сестра, Џослин Брандо је ипак прва је почела глумачку каријеру, отишавши у Њујорк како би студирала на Америчкој академији драмских уметности. После се појавила на Бродвеју, а касније и у филмовима и на телевизији. Његова друга сестра, Френи, напустила је колеџ у Калифорнији како би студирала у Њујорку. Марлон је следио њихов пример. Имао је бурно детињство, понављао је разред у средњој школи, а касније је и избачен. У шеснаестој години уписан је у војну школу Шатак у Фарибоуу           (Минесота), коју је пре похађао и његов отац. У Шатаку се истакнуо у позоришту и веома добро се снашао у школи. На последњој години, 1943. године, прошао је са условном казном због дрскости према надређеном официру током маневара. Део те условне казне било је ограничено кретање у границама школе. Кад се покушао искрасти у град, ухваћен је и избачен из школе. Следеће године је позван да се врати, али је одлучио да не заврши школу. Отац му је средио посао копања канала у граду преко лета. Међутим, Брандо је одлучио да следи пример своје сестре, те је отпутовао на источну обалу. Посетио је сестру Френсис у Њујорку на Божић 1942. године. Отац га је помагао финансијски шест месеци и чак му пронашао посао у трговини, међутим Марлон је већ испланирао своје даље школовање. Ишао је у неколико школа глуме, између осталих и на New School's Dramatic Workshop, где је са професорком Стелом Адлер савладао технику система Станиславског.

### Њујорк и глума
Брандо је одлучио да прати своје сестре у Њујорк, студирајући у професионалној школи, део Драмске радионице Нове школе, код утицајног немачког редитеља Ервина Пискатора. У документарцу из 1988. године, Марлон Брандо: Дивљак, Брандова сестра Џослин се сећала: „Био је у школској представи и уживао у томе... Па је одлучио да оде у Њујорк и студира глуму јер је то била једина ствар у којој је уживао. То је било када је имао 18 година." У епизоди А&Е Биографија о Бранду, Џорџ Енглунд је рекао да је Брандо пао у глуму у Њујорку јер је "тамо био прихваћен. Нису га критиковали. То је био први пут у његовом животу да је чуо добре ствари о себи." Првих неколико месеци у Њујорку провео је спавајући на каучима пријатеља. Неко време је живео са Ројем Сомлиом, који је касније постао продуцент на Бродвеју и четири пута освојио Еми.
Брандо је био страствени ученик и заговорник Стеле Адлер, од које је научио технике система Станиславског. Ова техника је подстакла глумца да истражује и унутрашње и спољашње аспекте како би у потпуности схватио лик који се приказује. Брандова изузетна проницљивост и осећај за реализам били су очигледни рано. Адлер је причала да је, док је предавала Бранду, дала инструкције разреду да се понашају као кокошке, и додала да ће нуклеарна бомба пасти на њих. Већина разреда је квоцала и трчала, али Брандо је мирно седео и претварао се да сноси јаје. На Адлерино питање зашто је одлучио да реагује на овај начин, рекао је: "Ја сам кокошка - шта ја знам о бомбама?" Упркос томе што се обично сматра глумцем метод глуме, Брандо се није сложио. Тврдио је да се гнушао учења Лија Стразберга:
| „ | Након што сам имао извесног успеха, Ли Стразберг је покушао да припише заслуге што ме је научио како да се понашам. Никада ме ништа није научио. Приписао би заслуге за сунце и месец да је веровао да може да се извуче. Био је амбициозан, себичан човек који је искоришћавао људе који су похађали глумачки студио и покушавао да се пројектује као глумачки пророк и гуру. Неки људи су га обожавали, али никад нисам знао зашто. Понекад сам ишао у глумачки студио суботом ујутру јер је Елија Казан предавао, и обично је било много згодних девојака, али Стразберг ме никада није учио глуми. Стела (Адлер) јесте—и касније Казан. | ” |

Брандо је први донео природан приступ глуми на филму. Према Дастину Хофману, у његовом онлајн мастеркласу, Брандо би често разговарао са сниматељима и колегама глумцима о њиховом викенду чак и након што би режисер позвао акцију. Када је Брандо осетио да може да одржи дијалог природно као и тај разговор, он би започео дијалог. У свом документарцу из 2015. Слушај ме, Марлон, је рекао да су глумци попут житарица за доручак, предвидљиви. Критичари ће касније рећи да је Бранду било тешко, али глумци који су радили са њим рекли би да је то само део његове технике.

## Каријера

### Почетак каријере: 1944–1951
Брандо је користио своје вештине система Станиславског за своје прве летње улоге у Сејвилу, Њујорк, на Лонг Ајленду. Брандо је успоставио образац несталног, непослушног понашања у неколико емисија у којима је био. Његово понашање га је избацило из глумачке екипе у продукцији Нове школе у Сејвилу, али је убрзо потом откривен у локалној представи тамо. Затим је 1944. стигао на Бродвеј у горко-слаткој драми Сећам се маме, глумећи сина Мади Кристијанс. Лунтови су желели да Брандо игра улогу сина Алфреда Лунта у О господарице моја, а Лунт га је чак и тренирао за његову аудицију, али је Брандово читање током аудиције било толико погрешно да нису могли да га ангажују. Њујоршки драмски критичари су га изгласали за „Младог глумца који највише обећава“ због улоге ветерана у Траклајн Кафеу, иако је представа била комерцијално неуспешна. Године 1946. појавио се на Бродвеју као млади херој у политичкој драми Застава је рођена, одбијајући да прихвати плате изнад стопе глумачког капитала. Исте године, Брандо је играо улогу Марцхбанкс заједно са Кетрин Корнел у њеној продукцији оживљавања Кандиде, једне од њених препознатљивих улога. Корнел га је такође поставила за Гласника у својој продукцији Антигоне Жана Ануја исте године. Понуђена му је и прилика да глуми једног од главних ликова на бродвејској премијери филма Комета леденог човека Јуџина О’Нила, али је одбио ту улогу након што је заспао док је покушавао да прочита масовни сценарио и рекао за представу да је „неспособно написана и лоше изграђена“.
Године 1947. Брандо је извршио екрански тест за рани сценарио за роман Бунтовник без разлога (1944), који није имао никакве везе са филмом који је на крају произведен 1955. Тест екрана је укључен као додатак у ДВД издању из 2006. Трамвај звани жеља.
Брандова прва филмска улога била је ветеран огорченог параплегичара у филму Људи (1950). Провео је месец дана у кревету у војној болници у Бирмингему у Ван Најсу да би се припремио за улогу. Према Брандовом сопственом мишљењу, можда је због овог филма његов статус драфта за војску промењен са 4-Ф на 1-А. Имао је операцију колена, али више није био довољно физички исцрпљујуће да би могло да га искључи са драфта. Када се Брандо пријавио у индукциони центар, одговорио је на упитник рекавши да је његова раса "људска", његова боја коже "сезонско-бела до беж", а војном лекару је рекао да је психонеуротичан. Када га је регрутна комисија упутила психијатру, Брандо је објаснио да је избачен из војне школе и да има озбиљне проблеме са ауторитетом. Игром случаја, психијатар је познавао Брандовог доктора. Брандо је избегавао војну службу током Корејског рата.
На почетку своје каријере, Брандо је почео да користи картице уместо да памти своје реплике. Упркос примедбама неколико филмских редитеља са којима је радио, Брандо је сматрао да је то помогло да унесе реализам и спонтаност у његове представе. Осећао је да би иначе изгледао као да рецитује говор писца. У ТВ документарцу Стварање Супермена: Филм, Брандо је објаснио:
| „ | Ако не знате шта су речи, али имате општу представу о томе шта су, онда погледате карту и то вам даје осећај гледаоца, надамо се, да особа заиста тражи оно што хоће да каже — а да не зна шта да каже. | ” |

Међутим, критичари су мислили да је Брандо користио карте из лењости или немогућности да запамти своје реплике. Једном на сету Кума, Бранда су питали зашто жели да се његове реплике штампају. Он је одговорио: "Зато што могу да их читам на тај начин."

### Успон до славе: 1951–1954
Брандо је своју улогу Стенлија Ковалског донео на екран у филму Трамвај звани жеља (1951) Тенесија Вилијамса. Ова улога се сматра једном од Брандових највећих. Пријем Брандовог наступа био је толико позитиван да је Брандо брзо постао мушки сексуални симбол у Холивуду. Улога му је донела прву номинацију за Оскара у категорији најбољег глумца.
Такође је следеће године номинован за Вива Запата! (1952), фикционализован приказ живота мексичког револуционара Емилијана Запате. Филм је причао о Запатином сељачком одрастању, његовом успону на власт почетком 20. века и смрти. Филм је режирао Елија Казан, а глумио је и Ентони Квин. У биографском филму Марлон Брандо: Дивљак, Сем Шо каже: „Тајно, пре него што је слика почела, отишао је у Мексико у сам град где је Запата живео и где је рођен, и тамо је проучавао говорне обрасце људи, њихово понашање, кретање.“ Већина критичара се фокусирала на глумца пре него на филм, а Тиме и Невсвеек су објављивали одушевљене критике.
Годинама касније, у својој аутобиографији, Брандо је приметио: „Тони Квин, коме сам се професионално дивио и лично га волео, играо је мог брата, али је био изузетно хладан према мени док смо снимали тај филм. Током наших заједничких сцена, осетио сам горчину према мени, а ако бих му предложио пиће после посла, он ме је или одбио или је био мрзовољан и рекао мало. Тек годинама касније сам сазнао зашто." Брандо је објаснио да је, да би створио напетост на екрану између њих двоје, Казан је рекао Квину — који је преузео улогу Стенлија Ковалског на Бродвеју након што је Брандо завршио — да Брандо није импресиониран његовим радом. Након што је постигао жељени ефекат, Казан никада није рекао Квину да га је преварио. Тек много година касније, након упоређивања белешки, Брандо и Квин су схватили превару.
Следећи Брандов филм, Јулије Цезар, добио је веома позитивне критике. Брандо је тумачио Марка Антонија. Иако је већина признавала Брандов таленат, неки критичари су сматрали да Брандово „мумљање“ и друге идиосинкразије одају недостатак глумачких основа и, када је најављен његов избор, многи су и даље сумњали у његове изгледе за успех. У режији Џозефа Л. Манкијевича и британског позоришног глумца Џона Гилгуда, Брандо је пружио импресивну представу, посебно током Антонијевог запаженог говора „Пријатељи, Римљани, земљаци...“. Гилгуд је био толико импресиониран да је Бранду понудио пуну сезону у Хамерсмит театру, понуду коју је одбио. У својој биографији о глумцу, Стефан Канфер пише: „Марлонова аутобиографија посвећује једну линију његовом раду на том филму: Међу свим тим британским професионалцима, 'за мене да уђем на филмски сет и играм Марка Ентонија је било глупо'—још један пример његовог упорног самооцрњивања, и потпуно нетачно." Канфер додаје да је након пројекције филма, редитељ Џон Хјустон прокоментарисао: „Боже! Било је као да се врата пећи отворе — врелина је отишла са платна. Не знам другог глумца који би то могао да уради“. Током снимања Јулија Цезара, Брандо је сазнао да је Елија Казан сарађивао са конгресним истражитељима, именујући читав низ „субверзиваца“ Комитету Представничког дома за неамеричке активности (ХУАЦ). По свему судећи, Брандо је био узнемирен одлуком свог ментора, али је поново радио са њим у филму На доковима Њујорка. „Нико од нас није савршен“, написао је касније у својим мемоарима, „и мислим да је Гаџ (Казан) повредио друге, али највише себе“.
Године 1953. Брандо је такође глумио у филму Дивљак, возећи сопствени мотоцикл марке Triumph Thunderbird 6T. Тријумфови увозници су били амбивалентни у погледу излагања, јер је тема била разуларене мотоциклистичке банде које су заузеле мали град. Филм је критикован због свог перципираног неоправданог насиља у то време, а Тајм је навео: „Ефекат филма није да баци светло на јавни проблем, већ да испуца адреналин кроз вене гледалаца. Брандо се наводно није састајао са мађарским редитељем Ласлом Бенедеком и није се слагао са партнером Лијем Марвином.
На Брандову изражену збуњеност, филм је инспирисао тинејџерску побуну и учинио га узором генерацији рокенрола у настајању и будућим звездама као што су Џејмс Дин и Елвис Присли. Након изласка филма, продаја кожних јакни и мотоцикала је нагло порасла. Осврћући се на филм у својој аутобиографији, Брандо је закључио да није добро остарио, али је рекао:
| „ | Везао сам се за Џонија више од од већине улога које сам играо у филмовима или на сцени, и због тога верујем да сам га играо осетљивијег и саосећајнијег него што је сценарио предвиђао. Има реченица где он реже: „Нико ми не говори шта да радим.“ Управо тако сам се осећао целог живота. | ” |

Касније исте године, Брандо је глумио са колегом из студија Вилијамом Редфилдом у летњој продукцији Руке и човек Џорџа Бернарда Шоа.

### „Трамвај звани жеља”
Још више се прославио 1947. године, улогом Стенлија Ковалског у представи Трамвај звани жеља Тенесија Вилијамса, коју је режирао Елија Казан. 
Брандо је хтео улогу па се одвезао на аудицију до Провинстауна у држави Масачусетс, где је Вилијамс проводио лето. Вилијамс је после рекао да је одмах знао коме ће дати улогу чим је видио Бранда. Брандов наступ означио је револуцију у глумачкој техници и поставио темеље за амерички модел глумачке методичности. Такав начин глуме никад пре није био виђен. Касније је позван у студио Ворнер брадерс на аудицију за филм Бунтовник без разлога, за који је касније ангажован Џејмс Дин. Брандов први наступ на филму био је у улози ветерана параплегичара у филму Људи из 1950. године. Како би се припремио за улогу, Брандо је провео месец дана у кревету у ветеранској болници.
Још јачи утисак је оставио следеће године, кад се опет појавио у улози Стенлија Ковалског, али овај пут у филмској адаптацији Трамваја званог жеља. За ту улогу номинован је за Оскар за најбољег главног глумца, а номинације су се наставиле и следеће две године за улоге у филмовима Вива Запата! (1952) и Јулије Цезар (1953) у ком је глумио Марка Антонија. Ове четири Брандове улоге поставиле су нове стандарде, не само за друге глумце, него и за самог Бранда. Године 1953. је наступио и у представи Лија Фока Arms and the Man. Фок је био поносан да може рећи људима како је Марлон Брандо одбио понуду са Бродвеја у висини од 10.000 долара недељно, како би наступио у његовој представи у Бостону. Ту је био плаћен мање од петсто долара седмично. Био је то његов задњи наступ у позоришту.

### Утицај на поткултуру: „Дивљак”
Брандо је постао херој млађе генерације након улоге Џонија Страблера, бунтовног мотоциклисте, у филму Дивљак. Створио је имиџ бунтовника за надолазећу рокенрол еру. Многи рокенрол музичари као што су Елвис Пресли имитирали су Брандов имиџ и понашање. Елвис је такође копирао Брандову улогу Џонија док је глумио Винса у филму . Брандо је зрачио сировом сексуалношћу, што је у биоскопе привлачило женску публику свих година. Шефови биоскопа присећали су се како су на распроданим матинејама деца трчала горе-доле по дворани имитирајући звук мотора док су им мајке седеле запањене.
Марлон Брандо био је херој и у очима Џејмса Дина, који је рекао да му је он идол те да га копира као глумца и особу. Брандо је у својој аутобиографији Songs My Mother Taught Me тврдио, кад га је Елија Казан упознао са Џејмсом Дином на снимању филма Источно од раја: „Он је био нервозан кад ме упознао те ми дао до знања да не само имитира моју глуму него и верује како је то мој стил живота. Рекао је како учи свирати конга бубњеве и возити мотоцикл, а било је јасно да покушава унапредити свој рад”. У својој је књизи још написао: „Кад сада гледам, схватам да није необично за људе да се служе нечијим обрасцима све док не пронађу своје, што је Џими у то време радио.” Дин је имао обичај да увече позове Бранда, само да би чуо његов глас. Забринут због тога, као и због копирања њега самог које Дин непрестано покушава, Брандо га је када су се званично упознали, одвео иза сета и посаветовао да потражи помоћ психијатра. Вилијам Бест, познати сценариста у то време, рекао је да је Брандова глума тешка као олово, док је Динова живахна и разиграна. Редитељ Ник Реј је чак преузео приказ банде из филма Дивљак и пренео га у свој филм Бунтовник без разлога, те на тај начин истакнуо Брандов утицај на младе. Бунтовничка култура, која је укључивала мотоцикле, кожне јакне, џинс и опште бунтовничко понашање, која је инспирисала генерације бунтовника, развила се захваљујући филму Дивљак, те Брандовој јединственој личности и карактеру. Продаја мотоцикала и опреме везане за њих, кожних јакни, џинса, чизама и мајица нагло је порасла широм земље. Филм је оставио сличан утисак на прекоокеанску публику, док су локални религијски ауторитети јадиковали о утицају филма на младе.

### 1954—1959: „На доковима Њујорка”
Под Казановом редитељском палицом, Брандо је коначно добио Оскар за најбољег главног глумца за улогу Терија Малоја у филму На доковима Њујорка. У пуно пута цитираној сцени у таксију (Могао сам бити неко и нешто) Казан је тврдио да је само ставио Рода Стајгера и Бранда у задњи део таксија и пустио камеру да снима без икаквих упута, а да су два глумца у целости импровизовали разговор.
Бранду се није свидела оригинална сцена написана у сценарију. У њој Чарли (Стајгер) гура пиштољ у братова ребра и каже му да се одлучи пре него што стигну у улицу Ривер 437, али Брандо је то сматрао нереалним. Рекао је Казану како не може веровати да би човек то могао рећи брату те да публика неће веровати да би овај тип, који је био близак са братом цео живот и за којег се бринуо тридесет година, потегнуо пиштољ у његова ребра и претио да ће га убити. Једноставно није било веродостојно. На крају су понављали сцену неколико пута, али Брандо је упорно понављао: „Једноставно није у реду, Гаџ (Казанов надимак), стварно није у реду.” Казан је коначно пристао, након чега су Брандо и Стајгер потпуно импровизовали сцену која је тако потпуно промењена. Казану се свидела па ју је оставио. Брандо је после тријумфа наставио да бира разнолике улоге: у филму Момци и девојке глумио је Скаја Мастерсона, а морао је и певати. У филму Чајџиница на августовској месечини наступио је у улози јапанског преводиоца за америчку војску у Јапану након рата; у филму Сајонара глумио је америчког пилота, а у Младим лавовима нацистичког официра. Иако је за улогу у Сајонари добио још једну номинацију за Оскара, његова глума изгубила је крајем педесетих енергију и правац, а он сам постајао је изузетно тежак за сарадњу.

### 1960—1969: „Одсјаји у златном оку”
Брандо је шездесетих година играо у мањим филмовима, те је његова карија кренула силазном путањом. Крајем деценије готово да је утонуо у заборав, што бирајући погрешне филмове, што захваљујући свом ексцентричном понашању. Међу познатијим филмовима из тог периода се истичу Побуна на броду Баунти из 1962. и вестерн Једнооки Џек — једини филм који је Брандо и режирао. Године 1967. глумио је поред две велике филмске звезде — Софије Лорен у романтичној драми Грофица из Хонгконга и поред Елизабет Тејлор у драми Одсјаји у златном оку, где је био у улози пуковника који потискује своју хомосексуалност. Филм који је Марлон често истицао као свој омиљени је био Гори! из 1969. И ово је био још један комерцијални дебакл, који је потпуно покопао популарност коју је глумац стицао током двадесет година каријере.

### 1971—1990: „Кум”
Марлон Брандо је 1971. године био номинован за Награду BAFTA за најбољег главног глумца за филм Дошли су ноћу, међутим тек је следећи филм направио прави преокрет у његовој каријери. Лик Вита Корлеонеа у криминалистичком трилеру Кум из 1972. године је један од најпознатијих филмских ликова у историји. Часопис Емпајер (енгл. The Empire) га је уврстио међу десет највећих филмских ликова, док га је Премијер (енгл. The Premiere) прогласио најбољим ликом свих времена. Редитељ Френсис Форд Копола је наговорио Бранда на пробно снимање, где је овај употребио вату како би симулирао надувене образе. 
Копола је био одушевљен Брандовим наступом у улози шефа мафијашке породице, али се морао борити са продуцентима да ангажује темпераментног глумца, чији су захтеви постали неподношљиви. Студио је пак хтео да улогу добије Дени Томас. Томас је међутим осетио да је Брандо као створен за ту улогу, па је одбио понуду, и штавише стао иза Кополе и осталих који су сведочили пробном снимању. Брандо је био сензационалан, поготово у сцени састанка мафијашких ривала, која се сматра једном од најпознатијих у историји филма. Брандо је за своју изведбу освојио Златни глобус за најбољег глумца у главној улози и Оскар за најбољег главног глумца, али је одбио да га прими. Бојкотовао је свечану церемонију, остављајући мање познатој глумици Сашин Литлфедер да објасни његове разлоге. Она је рекла да је глумац згрожен искоришћавањем Индијанаца у телевизијске сврхе и њиховим третирањем од стране Холивуда. Исте године Брандо је потврдио репутацију лошег момка, коју је градио годинама. Наиме, изнервиран упорношћу фотографа Рона Галела, ударио га је песницом и разбио му вилицу. Када би касније снимао Бранда, Галел би носио кацигу за амерички фудбал.
Одмах после овог филма, Марлон је одиграо још једну изузетно похваљену улогу у филму Последњи танго у Паризу, режисера Бернарда Бертолучија. Постојале су бројне контроверзе у вези с тим филмом, а једна од њих је био његов претерано еротски садржај. Међутим, Академија је поновно номиновала Бранда у категорији за најбољег главног глумца. Његова каријера је након овога поново постала превртљива. Добио је хонорар од 1.000.000 долара за улогу пуковника Керца у филму Апокалипса данас. Договор је био да буде мршав и у форми, као и да прочита књигу Срце таме. Он се пак појавио предебео, а није ни прочитао књигу. Због тога је његов лик сниман у затамњеној просторији, а већину дијалога је импровизовао. Након што је завршио његова снимања, редитељ Копола га је замолио да остане још сат времена, да сцену док говори Ужас, ужас сними у крупнијем плану. Брандо је за тих сат времена затражио (и добио) 75.000 долара. После овог филма, његова тежина постала је један од пресудних фактора у избору улога.

### Каснија каријера
После филма Апокалипса данас играо је Џор-Ела, Суперменовог оца, у првом филму Супермен. Прихватио је улогу само због доброг хонорара и потврде да неће морати да чита сценарио унапред, те да ће камера приказивати нешто друго док његов лик говори. Брандо је наступио и у наставку серијала, Супермен 2, али продуценти су одбили да му плате као за први филм, па је глумац забранио да се приказују његове сцене. Међутим, након Брандове смрти тај део филма поновно је убачен у редитељеву верзију филма 2006. године (Супермен II: Верзија Ричарда Донера). Две године након своје смрти, поновио је улогу Џор-Ела у задњем наставку серијала Повратак Супермена, у којем је употребљен некоришћени архивски материјал са Брандом у улози Џор-Ела из прва два филма. Осим тога, током филма коришћен је и Марлонов глас. Други каснији наступи, као у филму Острво доктора Мороа и Дон Хуан де Марко, зарадили су најлошије критике у његовој каријери и било је очигледно да му није стало до мишљења критике. Ипак, све је изненадио филмом Бела сезона суше за који је био номинован за Оскар за најбољег споредног глумца. Филм се бавио расном дискриминацијом у Африци, те је разумљиво да је Брандо као борац за људска права показао велико интересовање за филм и дао све од себе да одигра једну од најбољих улога у каријери. Тим Бертон му је потом понудио улогу Пингвина у филму Повратак Бетмена, коју је глумац прихватио, али Ворнер брадерс није одобрио његов наступ у филму. У свом последњем филму, Плен из 2001, глумио је са пријатељем Робертом де Ниром.

## Приватни живот

### Љубавни живот и пропали бракови
Марлон се 1957. венчао са слабо познатом глумицом Аном Кашфи. Урадио је то у уверењу да она има индијанско порекло. Заправо се звала Џоун О’Калахан, била је из Велса и одгајана као католикиња. Лагала је Бранда за прави идентитет и облачила се као Индијанка, будући да је Брандо волео егзотичне жене. Развели су се 1959. године, након рођења сина Кристијана Бранда. Већ следеће године оженио се са Мовитом Кастанедом, седам година старијом мексичком глумицом; развели су се 1962. године. Кастанеда се појавила у филму Побуна на броду Баунти из 1935. године, неких двадесетседам година пре римејка из 1962. у којем је Брандо наступио као Флечер Кристијан.
Брандово понашање током снимања филма још је више утврдило његову репутацију тешке звезде. Био је крив за промену редитеља и пробијање буџета, иако је демантовао своју одговорност и за једно и за друго. Искуство са снимања филма дубоко је променило његов живот. Заволео је Тахити, где је филм сниман, и народ на њему. Закупио је део атола на деведесетдевет година, на којем је мислио да изгради лабораторију за очување околине и лечилиште. Ту је упознао и глумицу Тариту Терипију и његов брак са Кастанедом је био практично окончан. Тарита је постала Брандова трећа супруга 10. августа 1962. године, са само двадесет година — била је осамнаест година млађа од Бранда кад су се венчали. У чланку из
часописа Motion Picture из 1961. Брандо је описао како је била наивна и припроста. Терипија је постала мајка двоје његове деце. Развели су се у јулу 1972. године, а Марлон је изградио хотел на свом острву и више се никада није женио.
У својој аутобиографији Songs My Mother Taught Me, Брандо тврди да се једне ноћи појавио у стану Мерилин Монро и да су тада почели везу која је трајала више година. Пре тога су се упознали на једној забави. Она је свирала клавир у углу и нико није обраћао пажњу на њу. Он јој је пришао и започео разговор. Рекао је још да су имали телефонски разговор неколико дана пре њене смрти. Касније је тврдио да је убијена. Осим ње и Валија Кокса, никога посебно није издвојио у аутобиографији. Тврдио је да је имао бројне романсе и авантуре, али своје бракове, жене и децу уопште није споменуо.

### Контроверзе о сексуалном опредељењу
У Брандовој биографији The Only Contender из 1976. године, аутор Гари Кери је цитирао Бранда: „Као и многи мушкарци, и ја сам спавао са мушкарцима и не стидим се тога. И никада ме није било брига шта други мисле о мени.” Фотографије које су кружиле интернетом то су и потврдиле. За његовог дугогодишњег љубавника је проглашен глумац Воли Кокс. Аутор је опет цитирао Бранда: „Да је Воли жена, оженио бих га те бисмо живели дуго и срећно.” На интернету се појавила и фотографија на којој Брандо орално задовољава Кокса. Биограф је потврдио да се ради о слици која заиста постоји, али да се не ради о сексуалном чину, већ о шали. Након што је Кокс умро, Брандо је чувао његов пепео тридесет година, а разасут је заједно са његовим у исто време, у Долини смрти и на Тахитима. Коксова трећа жена то је открила тек кад је Брандо дао интервју Тајму: „Имам Волијев пепео у својој кући. Разговарам са њим стално.” Хтела је да га тужи што је присвојио пепео њеног мужа, али ниједан адвокат није хтео да прихвати случај.
Поред тога, Марлон се јавно декларисао као бисексуалац.

### Политика

#### Грађанска права
Брандо је 1946. године, пружио подршку Јеврејима наступивши у контроверзној проционистичкој драми Застава је рођена, која је настала 1886. године. Брандов наступ означио је три највећа проблема послератног периода: борбу за оснивање јеврејске државе, кријумчарење преживелих жртава холокауста у Палестину и борбу против расне сегрегације у Сједињеним Државама. У августу 1963. године, Марлон се придружио гомили у Маршу на Вашингтон заједно са пријатељима и колегама Харијем Белафонтеом, Џејмсом Гарнером, Чарлтоном Хестоном, Бертом Ланкастером и Сиднијем Поатјеом. Након убиства Мартина Лутера Кинга млађег, Брандо је гласно подржао његов рад. Чинило се како он, као богата и велика звезда, притом белац, из тога може извући само штету својој каријери. Ипак, мало након смрти Кинга, Брандо је најавио како се повлачи из поставе филма The Arrangement, чије је снимање требало да почне, како би се посветио покрету за грађанска права. Његова улога у афроамеричком покрету против сегрегације заправо је почела пре Кингове смрти. Почетком шездесетих, Брандо је донирао хиљаде долара покретима за грађанска права и основао фондове за стипендије. У то време, већ је наступао у филмовима који су носили поруку о толеранцији – у љубавној драми Сајонара, који је говорио о љубави између људи различите боје коже и у филму Ружни Американац, који описује управљање америчког вођства у иностранству и његов погубни ефекат на становнике страних земаља.
Брандо је био присталица америчког индијанског покрета. На церемонији доделе награда Академије 1973., Брандо је одбио да прихвати Оскара за његов наступ у филму „Кум“. Сашин Мало Перо га је представљала на церемонији. Појавила се у одећи Апаче Индијанаца и изјавила да због „лошег поступања са Индијанцима у филмској индустрији“, Брандо неће прихватити награду. До тога је дошло док је обрана на Рањеном колену била у току. Догађај је привукао пажњу америчких и светских медија. То су сматрали великим догађајем и победом покрета од стране његових присталица и учесника.
Такође је био активиста против апартхејда. 1964. залагао се за бојкот својих филмова у Јужној Африци, како би их спречио да се прикажу сегрегираној публици. Учествовао је на протестном скупу 1975. против америчких инвестиција у Јужној Африци и пуштања Нелсона Манделе. 1989. године Брандо је глумио и у филму „Сува бела сезона“, заснованом на истоименом роману Андреа Бринка.

#### Приговори у вези јеврејских стереотипа
У јануарском издању Плејбоја из 1979. године, Брандо је изазвао контроверзе рекавши како Јевреји управљају Холивудом. „Видели сте сваку расу оцрњену, али никад нисте видели искомпромитованог Јеврејина јер они не допуштају да се то приказује на филму.” Сличне наводе је изрекао и у емисији Шоу Ларија Кинга у априлу 1996. године: „Холивуд воде Јевреји; он је у власништву Јевреја, а они би требало да буду осетљивији према проблемима других који пате. Јер су они израбљени. Видели смо црнчуге и жабаре, видели смо Кинезе, видели смо опасне косооке Јапанце, видели смо подмукле Филипинце, видели смо све, али никад Јевреје. Зато што су знали да се ту повлачи црта.” Кинг је упитао: „Говорите као антисемити који кажу да су Јевреји...”, након чега га је Брандо прекинуо: „Не, не, ја ћу бити први који ће искрено похвалити Јевреје и рећи Хвала Богу на Јеврејима”.
Ејбрахам Фоксман, председник Антиклеветничке лиге (АДЛ), поручио је да би Брандо „требало да зна да је оно што је рекао очито погрешно, изразито увредљиво те иде на руку антисемитима и њиховим задртим присталицама”: „Његови коментари потенцирају стогодишњу лаж о јеврејској контроли и завери, а његово коришћење антисемитских епитета је штетно за све Јевреје.” и затражио званично извињење. Иако се Брандове изјаве, извађене из контекста, могу сматрати увредљивим, он је цео живот поштовао Јевреје, што може потврђује његова веза са породицом Стеле Адлер и другима, а неко време је финансирао ционистичку политичку странку Иргун. У својој аутобиографији Songs My Mother Tought Me, записао је: „Једна од највећих мистерија која ме је мучила је тај како су Јевреји, који чине тако мали дeо светске популације, успели постићи толико и истакнути се на толико подручја — науке, музике, медицине, књижевности, уметности, бизнису итд.... Они су невероватан народ. Замислите прогон који су проживљавали вековима: прогоне, паљења храмова, козачке устанке, уништавање породичних корена, њихово распршивање по свету и холокауст. Ипак, њихова култура је преживела, а Јевреји су постали најобразованији народ који је свет икада имао.”

### Смрт
Уместо да се на крају каријере концентрише на глуму, Брандо се још чешће сукобљавао са редитељима и продуцентима. Избегавао је да учи текст и постављао ултиматум – или текст или он. Са друге стране, глумци су га сматрали племенитим и духовитим, и доживљавали га као подршку и ослонац. Када је снимио последњи филм, Марлон се повукао на Тахити, а његова тежина достигла је чак 136 килограма.
Глумчев син Мико је неколико година био телохранитељ и асистент Мајкла Џексона, као и пријатељ. "Последњи пут када је мој отац напустио кућу да би било где отишао, да би провео било какво време, било је то са Мајклом Џексоном“, навео је Мико. „Свиђало му се... Имао је 24-часовног кувара, 24-часовно обезбеђење, 24-часовну помоћ, 24-часовну кухињу, 24-часовну спремачицу. За то ћу му увек бити дужан. Тата је тешко дисао у последњим данима, а био је на кисеонику већину времена. Волео је бити на отвореном, па би га Мајкл позивао на свој ранч. Тата је могао да именује сва дрвећа тамо и цвеће, али пошто је био на кисеонику, било му је тешко да се креће около и види их све, то је тако велико место. Тако је Мајкл дао тати колица за голф са преносивим резервоаром кисеоника како би могао да иде около и ужива у ранчу Само би се возили около—Мајкл Џексон, Марлон Брандо, са резервоаром кисеоника у колицима за голф." Априла 2001, Брандо је хоспитализован са упалом плућа.
Карл Малден—Брандов колега у три филма (Трамвај звани жеља, На доковима Њујорка, и Једнооки Џекови)—проговорио је у документарцу о телефонском позиву који је примио од Бранда непосредно пре Брандове смрти. Узнемирени Брандо је рекао Малдену да је стално падао. Малден је желео да дође, али га је Брандо одбио, рекавши му да нема сврхе. Три недеље касније, Брандо је био мртав. Непосредно пре смрти, очигледно је одбио дозволу да му се цеви које носе кисеоник убаце у плућа, што је, како му је речено, једини начин да му продужи живот.
Марлон је умро 1. јула 2004. године у осамдесетој години живота. Као узрок смрти наведени су његови дугогодишњи проблеми са дисајним органима, али и срчани проблеми, дијабетес и рак јетре. Кремиран је, а његов пепео расут је на два места, заједно са пепелом његовог пријатеља Волија Кокса и Сема Гилмана. Један део расут је на Тахитију, а други у Долини смрти.
Према Форбсу, приходи од објеката у Брандовом поседу износе девет милиона долара годишње, па глумац спада међу десет мртвих звезда са највећом зарадом после смрти.

## Наслеђе
Брандо је био један од најпоштованијих глумаца послератне ере. Амерички филмски институт га наводи као четврту највећу мушку звезду чији се деби на екрану догодио пре или током 1950. године (догодио се 1950.). Стекао је поштовање међу критичарима својим незаборавним наступима и харизматичном присутношћу на екрану. Помогао је популаризацији метод глуме. Сматра се једним од највећих филмских глумаца 20. века.
Енциклопедија Британика описује га као "најславнијег од глумаца у методи, а његова нејасна, мрмљајућа примедба обележила је његово одбацивање класичног драмског тренинга. Његове истинске и страствене представе доказале су га као једног од највећих глумаца своје генерације".
Такође се примећује очигледан парадокс његовог талента: "Сматра се најутицајнијим глумцем своје генерације, а ипак је отворено показивао презир према глумачкој професији ... Често манифестован у облику његових упитних животних избора и неинспиративних перформанса.

### Културни утицај
| „            | Био је наш љути дечко - делинквент, побуњеник, онај снажни - који је стајао у центру нашег заједничког искуства. | ” |
| — Полин Каел | |   |

Марлон Брандо је културна икона са сталном популарношћу. Његов успон на националну пажњу 1950-их имао је дубок утицај на америчку културу. Према филмској критичарки Полин Каел: 
| „             | "Брандо је представљао реакцију против послератне маније за сигурност. Као главни протагониста, Брандо из раних педесетих није имао код, већ само своје инстинкте. Био је и вођа гангстера и одметник. Био је антисоцијалан, јер је знао да је друштво срање, био је херој младима јер је био довољно јак да не поднесе то срање ... Брандо је представљао савремену верзију слободног Американца ... Брандо је и даље најузбудљивији амерички глумац. | ” |
| — Полин Каел, | |   |

Социолог др. Сузан Макдоналд-Вокер изјављује: 
| „                            | Марлон Брандо, са својом спортском кожном јакном, траперицама и шармом, постао је културна икона која сажима "пут" у свом маверик сјају. | ” |
| — др. Сузан Макдоналд-Вокер, | |   |

Његов портрет лидера банде Џонија Страблера у филму "Дивљак" је постала је легендарна улога која се користи и као симбол побуне и модни додатак који укључује јакну мотоцикла у стилу Перфекто; нагнуту капу, фармерке и сунчане наочаре. Џонијева фризура инспирисала је лудост за зулуфима, а пратили су је између осталих Џејмс Дин и Елвис Пресли.
Дин је увелико копирао Брандов глумачки стил, а Пресли је Брандову слику користио као узор за његову улогу у филму Jailhouse Rock.
Сцена "Могао сам да будем изазивач" ("I coulda been a contender") из филма On the Waterfront, према аутору Бруклин Бумера, Мартину Х. Левинсону:
| „                     | Једна је од најпознатијих сцена у историји филма, а сама реченица постала је део америчког културног лексикона. | ” |
| — Мартин Х. Левинсон, | |   |

Пример издржљивости Брандове популарне слике "Дивљак" била је реплика кожне јакне из 2009. године коју је носио Брандов лик Џони Страблер. Јакне је пласирао Тријумф, произвођач мотоцикала Triumph Thunderbird, који су и службено су лиценцирали Брандово наслеђе . Брандо се такође сматрао мушким секс симболом. Линда Вилијамс пише:
| „                 | „Марлон Брандо [био] је најважнији амерички мушки секс симбол касних педесетих и почетка шездесетих“. | ” |
| — Линда Вилијамс, | |   |

Брандо је био и рана лезбејска икона која је заједно са Џејмсом Дином утицала на изглед буч лезбејки и на њихово самопоуздање 1950-их и касније.
Лик Диа Бранда из популарне јапанске манга серије "JoJo's Bizarre Adventure" добио је име по Бранду.
Брандо је такође овековечен у музици; најистакнутији је поменут у стиховима "Тешко је бити светац у граду" Бруса Спрингстина, "Vogue" од Мадоне и "Eyeless" од Слипкнота на њиховом истоименом албуму.

### Погледи на глуму
У својој аутобиографији "Песме које ме је моја мајка научила", Брандо је приметио:
| „                | Одувек сам мислио да је једна предност глуме то што глумцима пружа шансу да изразе осећања која у стварном животу обично нису у стању да се покажу.Интензивне емоције сахрањене унутар вас могу изаћи димећи се иза ваше главе, а претпостављам да у смислу психодраме, ово може бити од помоћи. Кад погледам уназад, претпостављам да ми је емоционална несигурност као дете - фрустрације што ми није дозвољено да будем то што јесам, да желим љубав и не могу да је добијем, схвативши да сам безначајан - можда помогла у томе да будем глумац, бар на мали начин. То ми је вероватно дало одређени интензитет какав већина људи нема. | ” |
| — Марлон Брандо, | |   |

Такође је признао да се, иако се изузетно дивио театру, није му се вратио након почетног успеха, пре свега зато што га је посао емоционално исушио:
| „                | Оно чега се највише сећам у "A Streetcar Named Desire" била је емоционална снага глуме у њој, шест вечери и два поподнева. Покушајте да замислите како је било ходати по позорници сваке вечери у 8:30 када сте морали викати, вриштати, плакати, разбијати суђе, ударати по намештају, ударати по зидовима и доживљавати исте интензивне, бурне емоције из ноћи у ноћ, покушавајући сваки пут да у публици побуди исте осећаје као што сам осећао. Било је исцрпљујуће. | ” |
| — Марлон Брандо, | |   |

Брандо је више пута захвалио Стели Адлер и њеном разумевању  Станиславске глумачке технике за увођење реализма у америчку кинематографију, али је такође додао:
| „                | Ова глумачка школа добро је служила америчком позоришту и филмовима, али била је ограничавајућа. Америчко позориште никада није било у стању да на задовољавајући начин представи Шекспирову или класичну драму. Једноставно немамо стил, бригу о језику или културолошкој диспозицији ... Не можете мрмљати у Шекспиру. Не можете импровизовати, а од вас се тражи да се стриктно придржавате текста. Енглеско позориште има осећај за језик који не препознајемо... У Сједињеним Државама енглески се језик развио готово у жаргон. | ” |
| — Марлон Брандо, | |   |

У документарцу из 2015. Слушај ме, Марлон, Брандо је поделио своја размишљања о игрању сцене смрти, рекавши: 
| „                | То је тежак призор. Морате их навести да верујете да умирете ... Покушајте да мислите на најинтимнији тренутак који сте икада имали у животу. | ” |
| — Марлон Брандо, | |   |

Брандови омиљени глумци били су Спенсер Трејси, Џон Баримор, Фридрих Марш, Џејмс Кегни и Пол Мјуни. Такође је показао дивљење Шону Пену, Џеку Николсону, Џонију Депу и Данијелу Деј-Луису.

### Финансијска заоставштина
Након смрти 2004. године, Брандо је оставио имање у вредности од 21,6 милиона долара. Компанија Брандо још је зарадила око 9 милиона долара током 2005. године, према Форбсу. Те године је Брандо проглашен једном од највећих умрлих славних личности на свету од стране часописа.
У децембру 2019. године, Rolex GMT Master Ref. 1675 који је Брандо носио у вијетнамском ратном епу "Апокалипсе Данас" Франсиса Кополе Сада је објављено да ће бити продато на аукцији, с очекиваном ценом до милион долара.

## Филмографија
| Год.  | Назив                                   | Улога                             | Награде | Остали глумци                                          |
| ----- | --------------------------------------- | --------------------------------- | --- | ------------------------------------------------------ |
| 1950. | Људи                                    | Кенет Вилчек ()                   | |                                                        |
| 1951. | Трамвај звани жеља                      | Стенли Ковалски ()                | номинован — Оскар за најбољег главног глумца | Вивијен Ли Ким Хантер Карл Малден                      |
| 1952. | Вива Запата!                            | Емилијано Запата ()               | Награда BAFTA за најбољег глумца у главној улози Најбољи глумац (Кански филмски фестивал) номинован — Оскар за најбољег главног глумца                               | Ентони Квин                                            |
| 1953. | Јулије Цезар                            | Марко Антоније ()                 | Награда BAFTA за најбољег глумца у главној улози номинован — Оскар за најбољег главног глумца                                                                        | Дебора Кер Џејмс Мејсон Џон Гилгуд Грир Гарсон         |
| 1953. | Дивљак                                  | Џони Стаблер ()                   | | Ли Марвин                                              |
| 1954. | На доковима Њујорка                     | Тери Малој ()                     | Оскар за најбољег главног глумца Награда BAFTA за најбољег глумца у главној улози Златни глобус за најбољег главног глумца (драма)                                   | Карл Малден Ева Мари Сејнт                             |
| 1954. | Дезире                                  | Наполеон Бонапарта ()             | | Џин Симонс Мерл Оберон                                 |
| 1955. | Момци и девојке                         | Скај Мастерсон ()                 | | Џин Симонс Френк Синатра                               |
| 1956. | Чајџиница на августовској месечини      | Сакини ()                         | номинован — Златни глобус за најбољег главног глумца (комедија) | Глен Форд                                              |
| 1957. | Сајонара                                | Лојд Гравер ()                    | номинован — Оскар за најбољег главног глумца номинован — Златни глобус за најбољег главног глумца (драма)                                                            | Џејмс Гарнер Марта Скот                                |
| 1958. | Млади лавови                            | Кристијан ()                      | номинован — Награда BAFTA за најбољег глумца у главној улози | Монтгомери Клифт Максимилијан Шел                      |
| 1959. | Змијска кожа                            | Валентајн Гзавије Змијска кожа () | | Џоана Вудвард Ана Мањани                               |
| 1961. | Једнооки Џек                            | Рио ()                            | | Карл Малден                                            |
| 1962. | Побуна на броду Баунти                  | Флечер Кристијан ()               | | Ричард Харис Хју Грифит                                |
| 1963. | Ружни Американац                        | Харисон Картер Маквајт ()         | номинован — Златни глобус за најбољег главног глумца (драма) |                                                        |
| 1964. | Ноћна прича                             | Фреди Бенсон ()                   | | Дејвид Нивен                                           |
| 1965. | Моритури                                | Роберт Крејн ()                   | | Јул Бринер                                             |
| 1966. | Потера без милости                      | Калдер ()                         | | Џејн Фонда Роберт Редфорд Роберт Дувал Миријам Хопкинс |
| 1966. | Југозападно од Соноре                   | Мет Флечер ()                     | |                                                        |
| 1967. | Грофица из Хонгконга                    | Огден Мирс ()                     | | Софија Лорен                                           |
| 1967. | Одсјаји у златном оку                   | Велдон Пенделтон ()               | | Елизабет Тејлор                                        |
| 1968. | Канди                                   | Гриднл ()                         | |                                                        |
| 1968. | Ноћ следећег дана                       | Бад ()                            | | Рита Морено                                            |
| 1969. | Гори!                                   | Вилијам Вокер ()                  | |                                                        |
| 1972. | Дошли су ноћу                           | Питер Квинт ()                    | номинован — Награда BAFTA за најбољег глумца у главној улози |                                                        |
| 1972. | Кум                                     | Вито Корлеоне ()                  | Оскар за најбољег главног глумца Златни глобус за најбољег главног глумца (драма) номинован — Награда BAFTA за најбољег глумца у главној улози                       | Ал Пачино Дајана Китон Роберт Дувал Џејмс Кан          |
| 1972. | Последњи танго у Паризу                 | Пол ()                            | номинован — Оскар за најбољег главног глумца номинован — Награда BAFTA за најбољег глумца у главној улози                                                            | Марија Шнајдер                                         |
| 1976. | Двобој на Мисурију                      | Роберт Клејтон ()                 | | Џек Николсон Ренди Квејд                               |
| 1978. | Супермен                                | Џор Ел ()                         | | Џин Хекман Кристофер Рив                               |
| 1979. | Апокалипса данас                        | Волтер И. Керц ()                 | | Мартин Шин Лоренс Фишберн Харисон Форд Роберт Дувал    |
| 1980. | Формула                                 | Адам Штајфел ()                   | номинован — Златна малина за најгорег споредног глумца | Џон Гилгуд                                             |
| 1989. | Бела сезона суше                        | Ијан Макензи ()                   | номинован — Оскар за најбољег споредног глумца номинован — Награда BAFTA за најбољег глумца у споредној улози номинован — Златни глобус за најбољег споредног глумца | Сузан Сарандон Доналд Садерланд                        |
| 1990. | Бруцош                                  | Кармајн Сабатини ()               | | Метју Бродерик                                         |
| 1992. | Кристифор Колумбо: Откриће              | Томас де Торкемада ()             | номинован — Златна малина за најгорег споредног глумца | Кетрин Зита-Џоунс Бенисио дел Торо                     |
| 1995. | Дон Хуан де Марко                       | Џек Миклер ()                     | | Џони Деп Феј Данавеј                                   |
| 1996. | Острво доктора Мороа                    | доктор Моро ()                    | Златна малина за најгорег споредног глумца номинован – Златна малина за најгори глумачки пар                                                                         | Вал Килмер                                             |
| 1997. | Храбри                                  | Макарти ()                        | | Џони Деп                                               |
| 1998. | Лова до крова                           | Варден Соренсон ()                | | Мира Сорвино Чарли Шин Доналд Садерланд                |
| 2001. | Плен (последњи филм)                    | Макс ()                           | | Роберт де Ниро Едвард Нортон Анџела Басет              |
| 2006. | Повратак Супермена (архивски материјал) | Џор Ел ()                         | | Брандон Раут Кејт Бозворт Кевин Спејси                 |